# Puiseux (Mondkrater)
Puiseux ist ein 24 km großer Einschlagkrater im Südwestquadranten der Mondvorderseite. Er liegt südlich der Ebene des Mare Humorum, östlich des größeren Kraters Doppelmayer und nordwestlich von Vitello.
Der Krater ist von den Laven des Mare fast völlig überflutet, so dass nur ein Rest des Randes sichtbar ist (siehe auch Geisterkrater).
| Buchstabe | Position           | Durchmesser | Link |
| --------- | ------------------ | ----------- | ---- |
| A         | 26,54° S, 39,84° W | 3 km        |      |
| B         | 25,71° S, 39,01° W | 4 km        |      |
| C         | 24,7° S, 37,93° W  | 3 km        |      |
| D         | 25,75° S, 36,27° W | 7 km        |      |
| F         | 23,42° S, 38,93° W | 4 km        |      |
| G         | 28,27° S, 37,9° W  | 3 km        |      |
| H         | 27,41° S, 37,12° W | 4 km        |      |

Der Krater wurde 1935 von der IAU offiziell nach dem französischen Astronomen Pierre Puiseux benannt, dem Zweitautor des Pariser Mondatlas von 1896 und 1910. Der nach dem Hauptautor benannte, gleich große Mondkrater Loewy liegt am gegenüberliegenden Rand des Mare Humorum.